# Valle de Cholula

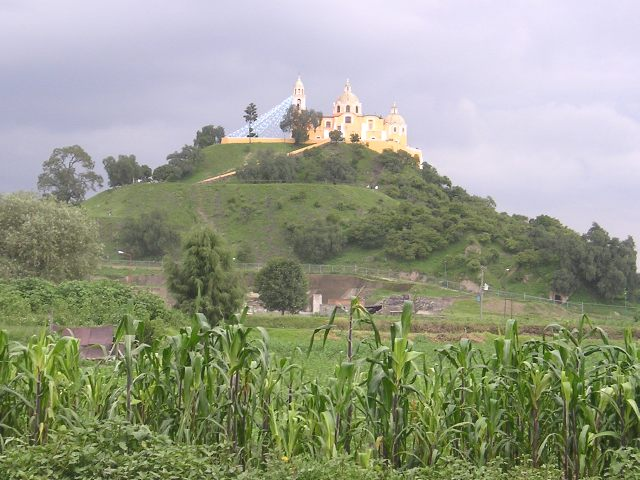
Iglesia de Nuestra Señora de los Remedios, construida en la parte superior de la Gran Pirámide.

Cholula es la cabecera del municipio de San Pedro Cholula y se encuentra dentro del Valle de Cholula, del que también forman parte los municipios de San Andrés Cholula, Coronango, Cuautlancingo, San Gregorio Atzompa, San Jerónimo Tecuanipan y Juan C. Bonilla (Cuanalá).